# プリュム火薬庫爆発事故

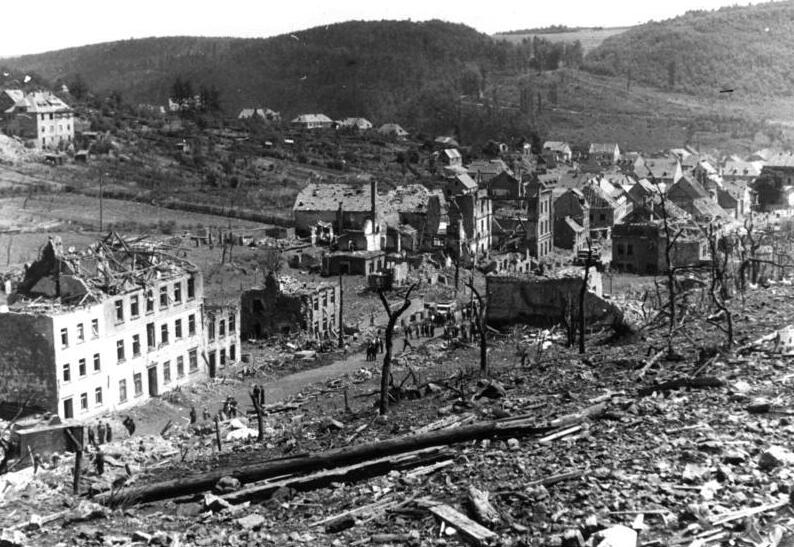
爆発事故によって破壊されたプリュムの町（1949年）

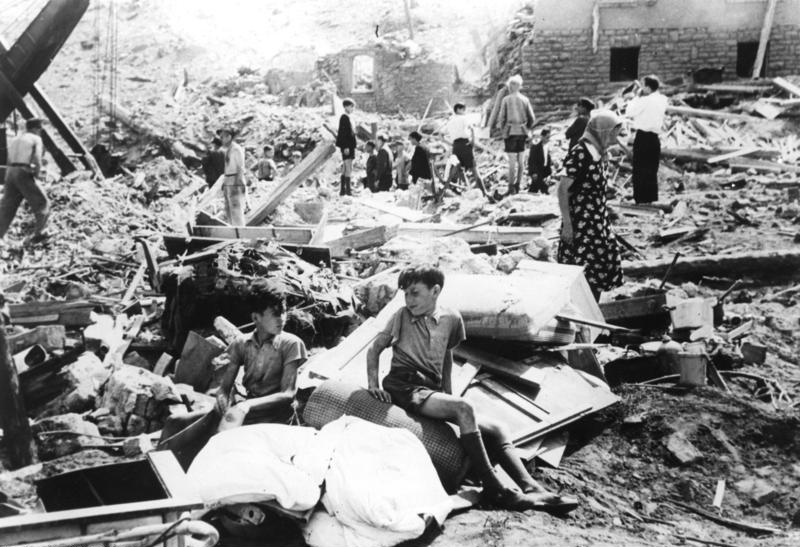
瓦礫の山から家財を探すプリュムの人々

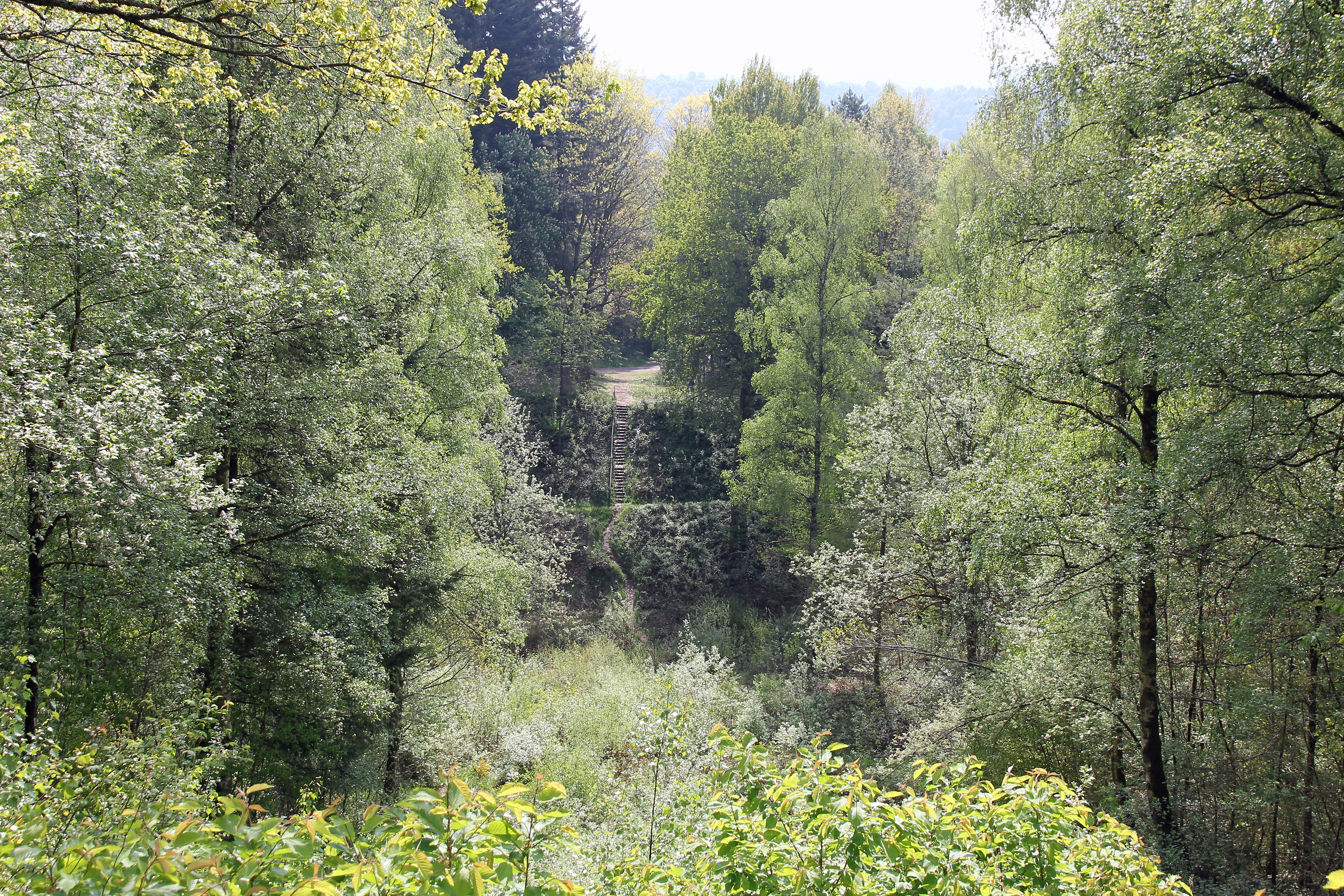
カルファリエンベルクの追悼記念碑から見た爆心地

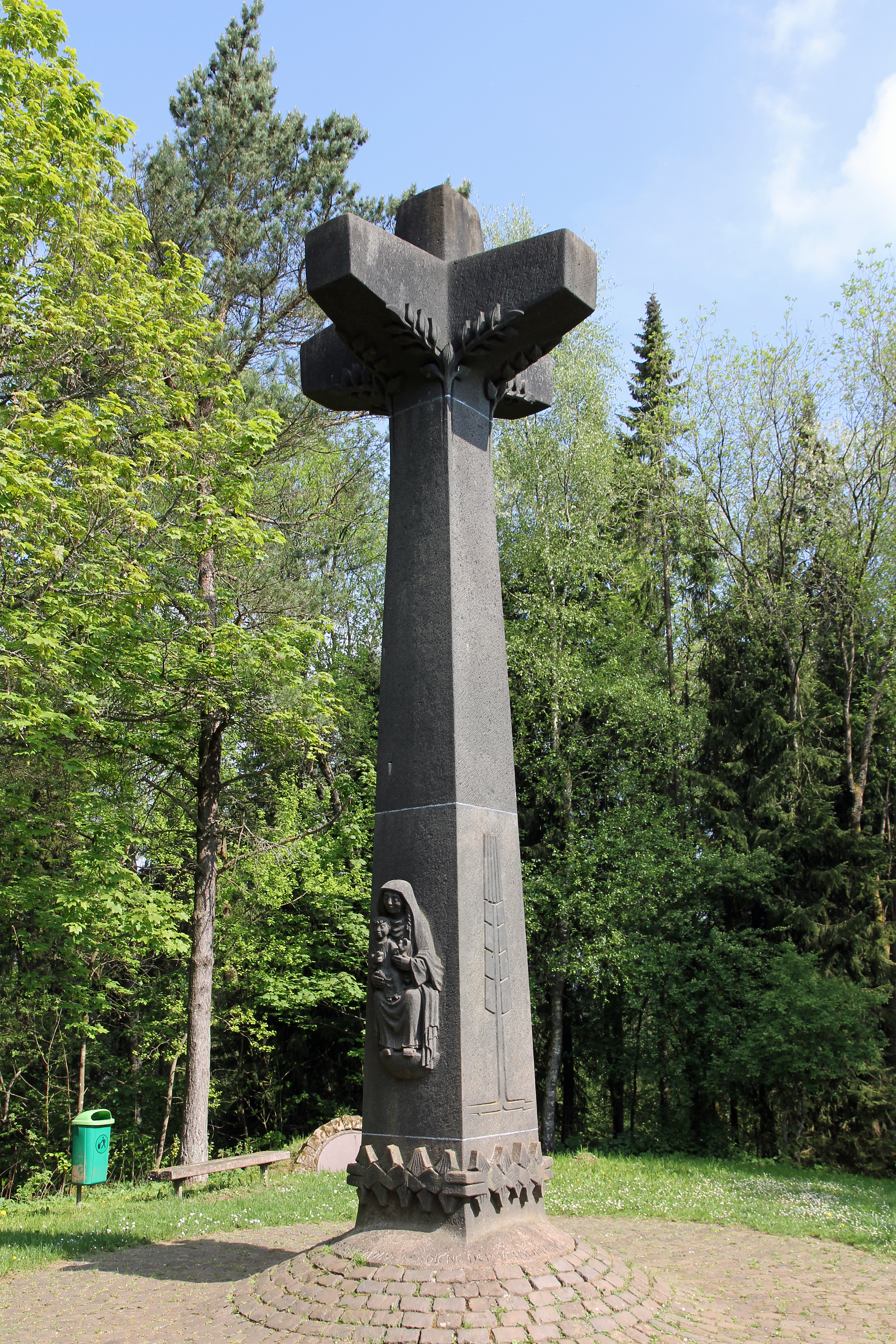
カルファリエンベルクにある追悼記念碑

プリュム火薬庫爆発事故（プリュムかやくこばくはつじこ、Explosion at Prüm）は、1949年7月15日にドイツのアイフェル山地にあるラインラント＝プファルツ州のカルファリエンベルクの丘の火薬庫で起きた大規模な爆発事故である。爆発によりプリュムの街は大きな被害を受け、12人が亡くなった（遺体も見つかっていない）。爆発によりできたクレーターは人為的な爆発によるものとしては最大級のもので、現在も残っている。カルファリエンベルクには、被災者を悼む碑が建てられている。

## 歴史
1939年にジークフリート線が建設された際、ドイツ国防軍はカルファリエンベルクに掩体壕を設けた。この掩体壕は地下式で、丘の頂上の地下20-30メートルに長さ100メートルおよび60メートルの2本のトンネルを掘ったものであった。第二次世界大戦が終結すると、フランス軍部隊がジークフリート線を破壊するために用意した500トンの弾薬を壕に埋設したが、プリュムの住民にとってはこの弾薬は懸念の種であった。
1949年7月15日、掩体壕内部で火災が発生した。プリュムの消防団は19時少し前に火災警報を鳴らし、鎮火作業に取りかかったが、火元は壕の奥深くにありたどり着くことができなかった。限られた時間ではあったが、消防団が展開してプリュムの住民の大半を避難させるだけの時間があったので、結果として多くの命が救われた。20時22分頃、埋設された弾薬に火が回って大爆発が起きた。25万立方メートルもの土砂や岩石、掩体壕の破片が吹き飛ばされてプリュムの街に降り注ぎ、12人が亡くなり15人が負傷、965人が家を失う大惨事となった。上水道や電話回線、一部の道路は完全に破壊され、病院や学校、郵便局、数多くの住居が瓦礫の山に埋もれた。爆発によって縦190メートル・横90メートル・深さ20メートルのクレーターができたほか、地震計にも記録が残った。
プリュムの街は第二次世界大戦中に92%が空襲や地上戦のため破壊され、1949年の時点でも900人の住民が街の外に住まざるを得ないほど復興が進んでいなかったが、この爆発はそれにさらに追い討ちをかけるものであった。
爆発後、ビットブルクに駐屯していたルクセンブルク軍や、医療部隊を伴ったフランス軍が救援のため現地入りした。アイフェルを超えてやってきたドイツ赤十字社やコブレンツおよびノイヴィートの消防隊も救援活動を行った。ラインラント＝プファルツ州首相ペーター・アルトマイアーと州厚生大臣ヨハン・ユングラスも被災地に急行した。復興のため、各国および国内各都市から多額の義援金が寄せられた。
プリュムの街を壊滅させた爆発事故の原因は分からずじまいで、60年経った後でも、何者かによる破壊活動だと推測されている。1990年代末にルドルフ・シャーピング国防相がフランス国立中央文書館と協力して原因を突き止めようとしたが、これも成果なく終わっている。
1979年に、カルファリエンベルクにヨハン・バプティスト・レンツが制作した高さ7メートルの玄武岩製の追悼記念碑が建てられた。